# Polar Bear Point
Der Polar Bear Point (englisch für Eisbärspitze) ist eine vereiste Landspitze der antarktischen Ross-Insel. Auf der Ostseite der Hut-Point-Halbinsel ragt sie 1,9 km südöstlich des Castle Rock in das McMurdo-Schelfeis. 1,1 km nordnordwestlich der Landspitze, die selbst keine Felsvorsprünge aufweist, ragt ein zerklüfteter Vulkankrater auf.
Das Advisory Committee on Antarctic Names benannte sie im Jahr 2000. Aus westlicher Blickrichtung erinnert die Landspitze in ihrer Gesamtheit an Kopf, Hals und Rumpf eines Eisbären, was ausschlaggebend für ihre Benennung war.